# (19633) Rusjan
(19633) Rusjan ist ein Asteroid des Hauptgürtels, der am 13. September 1999 am Črni Vrh Observatorium (IAU-Code 106) im Westen Sloweniens entdeckt wurde.
Der Asteroid wurde am 2. April 2007 nach dem  österreich-ungarischen Luftfahrtpionier Edvard Rusjan (1886–1911) benannt, der am 25. November 1909 in der Nähe von Gorizia mit dem Doppeldecker EDA I den ersten Motorflug mit einem Eigenbau in Österreich-Ungarn absolvierte.